# Urrea de Gaén
Urrea de Gaén este o localitate în comarca Bajo Martín, în provincia Teruel și comunitatea Aragon. Are o populatie de 527 locuitori. (2011).
În Urrea de Gaén este situl arheologic numit Loma del Regadío, o fostă Villa rustica..

## Reference
1. ↑   https://datos.gob.es/es/catalogo/a02002834-nomenclator-ano-20147 Lipsește sau este vid: |title= (ajutor)
2. ↑  „INEbase / Demografía y población / Cifras de población y Censos demográficos”. Arhivat din original la 26 mai 2015. Accesat în 15 februarie 2012.